# Hilaire Belloc
Joseph Hilaire Pierre René Belloc (27 de julio de 1870 - 16 de julio de 1953) fue uno de los más prolíficos escritores de Inglaterra en los comienzos del siglo XX. Su estilo y personalidad durante su vida, fueron luego complementados por su sobrenombre de adolescencia, “Viejo Trueno” (Old Thunder).
Una de las declaraciones más famosas de Belloc fue «La fe es Europa y Europa es la fe»; esto resume su ortodoxia católica, y las conclusiones culturales que sacó de ella, que fueron expresadas en muchos de sus trabajos entre los años 1920-1940. Todavía es citado como un ejemplo de apologistas católicos. También fue criticado en comparación con los trabajos de Christopher Dawson durante el mismo periodo.
Con hombres tales como G. K. Chesterton, Belloc incursionó en lo que luego se llamaría el distributismo, un sistema económico-político basado en las enseñanzas sociales de la Iglesia católica y en la encíclica Rerum Novarum del Papa León XIII.

## Biografía
Belloc nació en La Celle-Saint-Cloud (cerca de París) de un padre francés y una madre inglesa, y creció en Inglaterra. Su hermana Marie Adelaide Belloc fue novelista, y algunas de sus novelas han sido llevadas al cine. Su madre Bessie Rayner Parkes (1829-1925) también fue escritora, y nieta del químico inglés Joseph Priestley. Se casó con Louis Belloc en 1867. Cinco años después de la boda, murió Louis.
Su madre, influenciada por el cardenal Henry Edward Manning, fue recibida en la Iglesia católica cuatro años antes de que Hilaire naciera en 1870 en una villa a varios kilómetros de París. Luego viajó a Inglaterra donde estableció su hogar.
Amigo de G. K. Chesterton, se dice que tuvo gran influencia en él, y en otros, como Maurice Baring, en cuanto a sus acercamientos al catolicismo.
Sir Herbert James Gunn realizó un cuadro en el cual aparecen los tres, titulado «The Conversation Piece».
Fue rival de George Bernard Shaw y H. G. Wells. El primero llegó incluso a denominar a la pareja Belloc-Chesterton como el monstruo Chesterbelloc, debido a la influencia que ambos tenían en la prensa de la época y al ardor con que ambos defendían sus propias creencias, Belloc el catolicismo y Chesterton el anglicanismo (hasta su posterior conversión al catolicismo en 1922).
Contrajo matrimonio con Elodie Hogan en 1896 con la cual tuvo cinco hijos.
Respecto a su vida pública cabe destacar que fue elegido miembro de la Cámara de los Comunes por el Partido Liberal, en 1906, del cual luego se desilusionó y abandonó, pero el pueblo no lo abandonó, ya que se postuló nuevamente como independiente, en 1910, y volvió a ser electo. Luego renunció, debido a su completa desilusión con el sistema de partidos y el sistema parlamentario que consideraba que no representaba a la sociedad.
Escribió sobre todo libros de Historia; Las Cruzadas es el más conocido. También escribió un libro junto con Cecil Chesterton, el hermano menor de Gilbert titulado The Party System (El sistema de partidos), en el que hacían pedazos al Parlamento británico.
Sus últimos años fueron trágicos: perdió un hijo en la Primera Guerra Mundial, después otro en otra guerra, en 1940 dejó de escribir, sufrió un ataque en 1941 del que nunca se recuperó, y falleció en 1953.

## Obras
- La crisis de nuestra civilización (3.ª edición). Buenos Aires: Editorial Sudamericana. 1945 [1.ª ed. en inglés 1937].
- Napoleón, 1955
- The Path to Rome, 1902
- El camino de Roma. Producciones Gaudete. 2011. ISBN 978-84-936787-5-3.
- Los judíos (1920), Ediciones Dictio, Buenos Aires, 1977
- Europa y la fe. Ciudadela Libros. 2008 [1922]. ISBN 978-84-96836-23-5.
- Isabel de Inglaterra, hija de las circunstancias. Editorial Sudamericana. 1944 [1922].
- Luis XIV. Editorial Juventud. 1988.
- María Antonieta. Ciudadela Libros. 2007. ISBN 978-84-935173-9-7.
- Richelieu. Editorial Juventud. 1984. ISBN 978-84-261-0306-2.
- Robespierre. Editorial Juventud. 1985. ISBN 978-84-261-0874-6.
- Las cruzadas. Homo Legens. 2006. ISBN 978-84-934595-6-7.
- La prensa libre: ensayo sobre la manipulación de las noticias y de la opinión pública y sobre cómo contrarrestarla. Editorial Nuevo Inicio. 2007. ISBN 978-84-934760-7-6.
- Cómo aconteció la Reforma. Emecé Editores S.A. Buenos Aires. 1945.
- Así ocurrió la Reforma. Ediciones Thau. 1984.
- Las Grandes Herejías. 1938.
- Cromwell. Editorial Planeta DeAgostini. 1996. ISBN 978-84-395-4931-4.
- El estado servil. El Buey Mudo. 2010 [1912]. ISBN 978-84-937789-2-7.